# Mira reflectora

Vista a través de la mira reflector de cañón libre Mark III, fabricado por primera vez en 1943, utilizado en cañones del ejército británico, cañones navales y como visor de piloto y visor de cañón defensivo en aviones. La imagen de la retícula en esta mira se produce mediante un colimador óptico que crea la imagen virtual en el infinito y un divisor de haz que hace rebotar la imagen hacia los ojos. El punto permanece en el blanco aunque la cabeza del observador se mueva de lado a lado.

Una mira reflectora o réflex es una mira óptica que permite al usuario mirar a través de un elemento de cristal parcialmente reflectante y ver un punto de mira o alguna imagen (que ayuda a apuntar el dispositivo, al que está acoplada la mira, sobre el blanco) superpuesta en el campo de visión. Estas miras funcionan según el sencillo principio óptico de que cualquier cosa (como una retícula iluminada) en el foco de una lente o espejo curvo parecerá estar situada frente al espectador en el infinito. Las miras reflectoras emplean algún tipo de "reflector" para permitir al observador ver la imagen del infinito y el campo de visión al mismo tiempo, ya sea haciendo rebotar la imagen creada por el objetivo en una placa de cristal inclinada, o utilizando un reflector de cristal curvado casi transparente que crea imágenes de la retícula mientras el observador mira a través del reflector. Dado que la imagen de la retícula está en el infinito, permanece alineada con el dispositivo al que está acoplada la mira, independientemente de la posición del ojo del observador con respecto a la mira, lo que elimina la mayor parte del paralaje y otros errores de puntería que se encuentran en los dispositivos de puntería simples.
Desde su invención en 1900, las miras reflectoras se han utilizado como visores en diversas armas. Se utilizaron en aviones de combate, de forma limitada en la Primera Guerra Mundial, se utilizaron ampliamente en la Segunda Guerra Mundial y se siguen utilizando como componente base en muchos tipos de visores modernos. También se han utilizado en otros tipos de armas (normalmente de gran tamaño), como miras de cañones antiaéreos, miras de cañones antitanque y cualquier otra función en la que el operador tuviera que enfrentarse a objetivos en movimiento rápido en un amplio campo de visión, y la propia mira pudiera recibir suficiente energía eléctrica para funcionar. Después de la Segunda Guerra Mundial se utilizó de forma limitada en armas pequeñas, pero su uso se generalizó a finales de la década de 1970 con la invención de la mira de punto rojo. Esta mira utiliza un diodo emisor de luz roja (LED) como fuente de iluminación, lo que la convierte en una mira duradera y fiable con un tiempo de funcionamiento de la iluminación extremadamente largo.
Otras aplicaciones de las miras reflectivas son las miras de los equipos topográficos, las ayudas de puntería de los telescopios ópticos y los visores de las cámaras fotográficas.

## Diseño

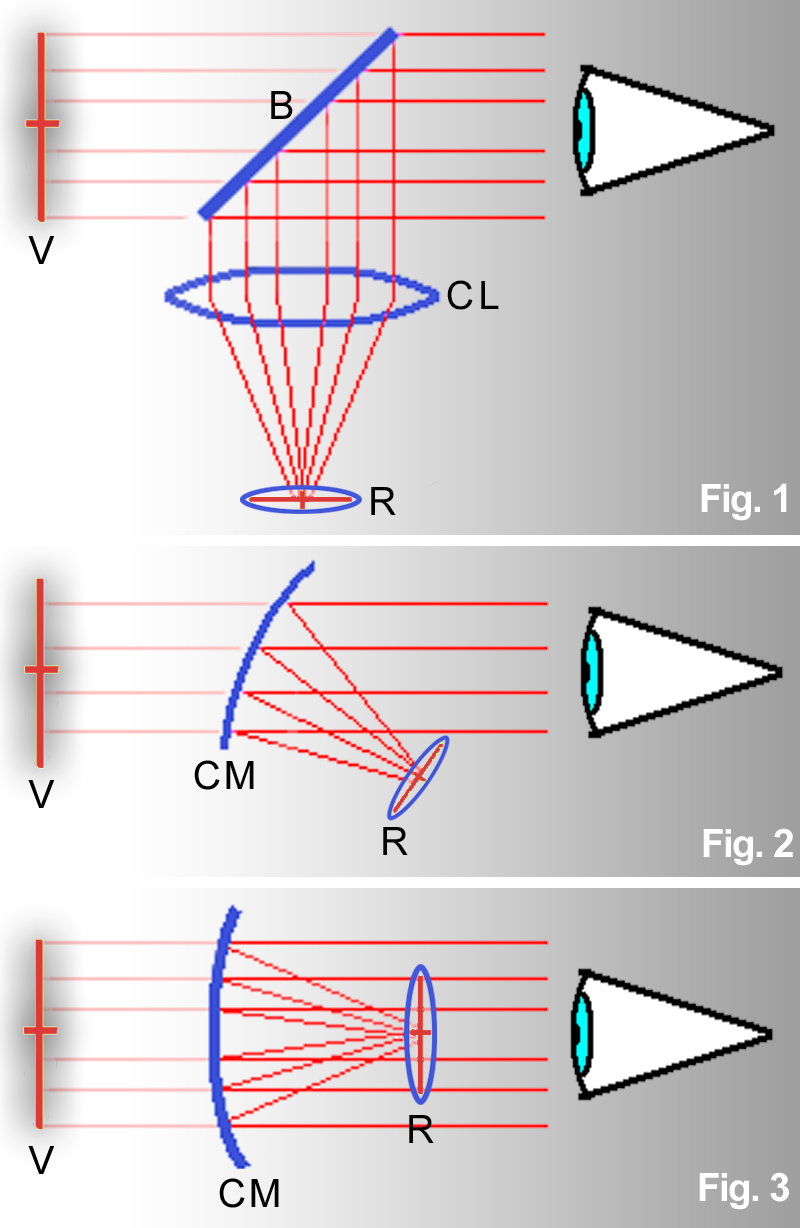
Esquema de tres tipos de miras reflectoras. La superior utiliza una lente colimadora (CL) y un divisor de haz (B) para crear una imagen virtual al infinito (V) de un retículo (R). Las dos inferiores utilizan espejos curvos medio plateados (CM) como óptica colimadora

Las miras reflectoras funcionan utilizando una lente o un espejo curvo formador de imagen con una imagen superpuesta luminosa o reflectante o retícula en su foco, creando un colimador óptico que produce una imagen virtual de esa retícula. La imagen se refleja en algún tipo de divisor de haz angular o en el propio espejo curvo de colimación parcialmente plateado, de modo que el observador (que mira a través del divisor de haz o del espejo) verá la imagen en el foco de la óptica de colimación superpuesta en el campo de visión de la mira enfocada a distancias de hasta el infinito. Dado que el colimador óptico produce una imagen de retícula compuesta de luz colimada, luz que es casi paralela, la luz que compone esa imagen es teóricamente perfectamente paralela al eje del dispositivo o cañón del arma con el que está alineada, es decir, sin paralaje en el infinito. La imagen de la retícula colimada también puede verse en cualquier posición del ojo en el volumen cilíndrico de luz colimada creado por la mira detrás de la ventana óptica. Pero esto también significa, para objetivos más cercanos que el infinito, que apuntar hacia el borde de la ventana óptica puede hacer que la retícula se mueva en relación con el objetivo, ya que el observador está apuntando hacia un haz de luz paralelo en el borde. El movimiento del ojo perpendicular al eje óptico del dispositivo hará que la imagen de la retícula se mueva en relación exacta a la posición del ojo en la columna cilíndrica de luz creada por la óptica de colimación.
Un tipo común (utilizado en aplicaciones como miras de armas de aviación) utiliza una lente de colimación y un divisor de haz. Este tipo tiende a ser voluminoso ya que requiere al menos dos componentes ópticos, la lente y el divisor de haz/placa de vidrio. La óptica de colimación de la retícula está situada a 90° con respecto a la trayectoria óptica, lo que dificulta la iluminación y suele requerir iluminación eléctrica adicional, lentes condensadoras, etc. Un tipo más compacto sustituye la configuración de lente/divisor de haz por un espejo de colimación curvado medio plateado o dicroico colocado en ángulo que realiza ambas tareas de enfocar y combinar la imagen de una retícula desplazada. Este tipo de retícula es la más común en las armas cortas. También es posible colocar la retícula entre el visor y el espejo curvo en el foco del espejo. La retícula en sí está demasiado cerca del ojo para estar enfocada, pero el espejo curvado presenta al observador una imagen de la retícula en el infinito. Este tipo fue inventado por el ingeniero óptico holandés Lieuwe van Albada en 1932,originalmente como visor de cámara, y también se utilizó como visor en los bazookas de la Segunda Guerra Mundial: los M9 y M9A1 "Bazooka" de EE. UU. llevaban el "Conjunto de Mira Reflectante" plegable D7161556.
La parte de visión de una mira reflectora no utiliza ningún elemento óptico refractivo, es simplemente una retícula proyectada que rebota en un divisor de haz o espejo curvado directamente en el ojo del usuario. Esto le confiere las características definitorias de no necesitar una experiencia y habilidad considerables para su uso, a diferencia de las miras mecánicas simples como las miras de hierro. Las miras reflectoras tampoco tienen los problemas de campo de visión y de alivio ocular de las miras basadas en telescopios ópticos: dependiendo de las limitaciones de diseño, su campo de visión es el campo de visión del ojo desnudo del usuario, y su naturaleza colimada no enfocante significa que no tienen la limitación de alivio ocular de los telescopios ópticos. Las miras reflectoras se pueden combinar con telescopios, normalmente colocando el telescopio directamente detrás de la mira para que pueda ver la retícula proyectada creando una mira telescópica, pero esto vuelve a introducir los problemas de campo de visión estrecho y alivio ocular limitado.El principal inconveniente de las miras reflectoras es que necesitan alguna forma de iluminar la retícula para funcionar. Las retículas iluminadas por la luz ambiental son difíciles de usar en situaciones de poca luz, y las miras con iluminación eléctrica dejan de funcionar por completo si falla ese sistema.

## Historia

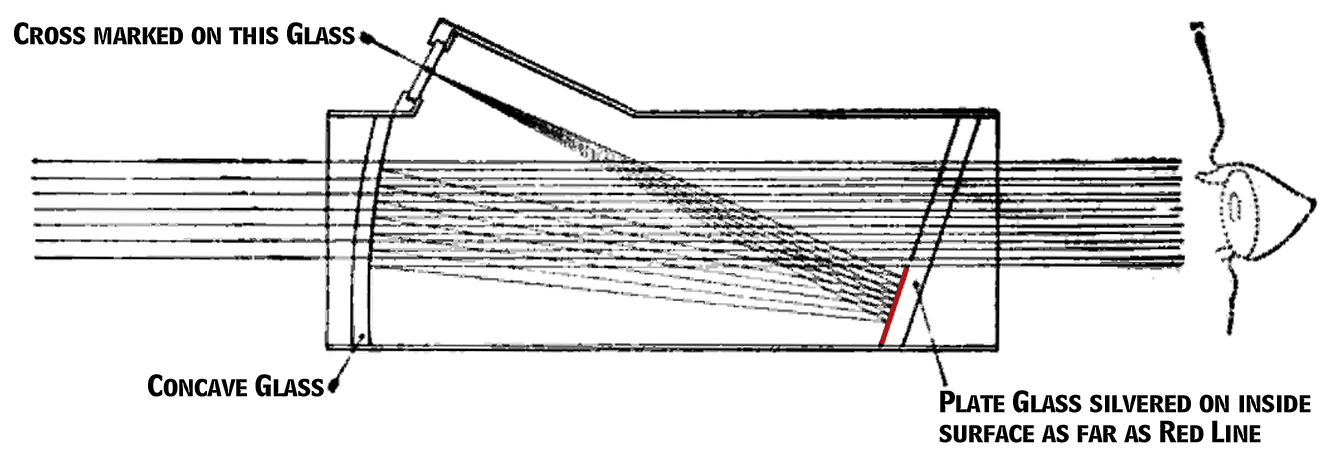
Esquema de 1901 de una versión de la mira colimadora-reflectora de Howard Grubb diseñada para hacer una versión compacta adecuada para armas de fuego y dispositivos pequeños. La iluminación ambiental de la retícula se mejoró colocándola hacia arriba y haciéndola rebotar en un espejo de relevo y luego en un espejo colimador cóncavo

La idea de una mira reflector se originó en 1900 con el diseñador óptico y fabricante de telescopios irlandés Howard Grubb en la patente nº 12108.Grubb concibió su "Gun Sight for large and small Ordnance" como una alternativa mejor a la mira de hierro, difícil de usar, al tiempo que evitaba el campo de visión limitado de la mira telescópica, la mayor velocidad aparente del blanco, los errores de paralaje y el peligro de mantener el ojo contra un tope ocular. En 1901, en las Transacciones Científicas de la Real Sociedad de Dublín, describió su invento de la siguiente manera:
Sería posible concebir una disposición por la cual un fino haz de luz como el de una luz de búsqueda se proyectara desde un arma en la dirección de su eje y se ajustara de manera que se correspondiera con la línea de fuego, de modo que dondequiera que el haz de luz incidiera sobre un objeto, el disparo impactara. Esta disposición sería, por supuesto, igualmente impracticable por razones obvias, pero se ejemplifica para mostrar que un haz de luz tiene las cualidades necesarias para nuestros propósitos.

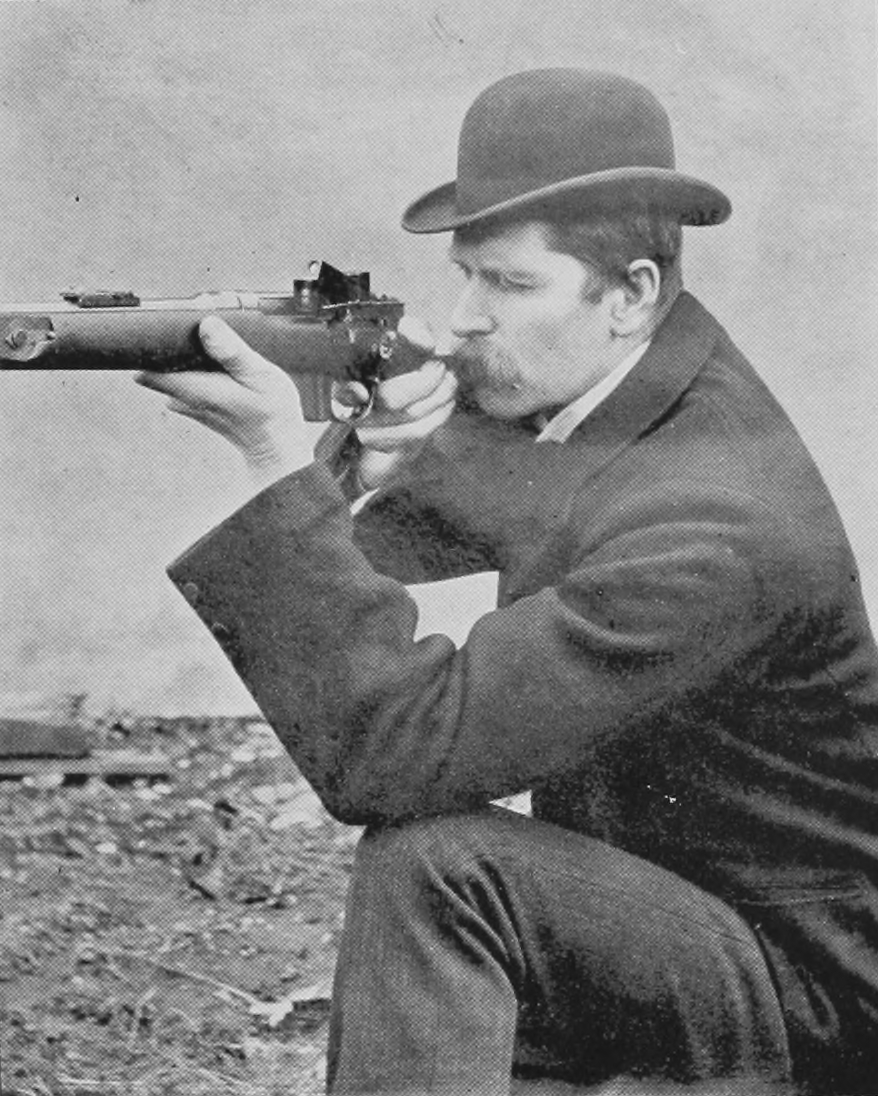
Prototipo de punto de mira reflector Grubb acoplado a un rifle

Ahora bien, la mira que constituye el objeto de este artículo consigue un resultado similar no proyectando un punto de luz real o una imagen sobre el objeto, sino proyectando sobre él lo que en lenguaje óptico se denomina una imagen virtual.
Poco después de su invención, se observó que la mira podía ser una buena alternativa a las miras de hierro y que también tenía aplicaciones en equipos de topografía y medición. La mira reflector se utilizó por primera vez en aviones de combate alemanes en 1918y se adoptó ampliamente en todo tipo de aviones de combate y bombarderos en la década de 1930. En la Segunda Guerra Mundial, la mira reflector se utilizaba en muchos tipos de armas además de los aviones, incluidos los cañones antiaéreos, los cañones navales, las armas antitanque y muchas otras armas en las que el usuario necesitaba la sencillez y la rapidez de adquisición de objetivos de la mira. A lo largo de su desarrollo en la década de 1930 y en la Segunda Guerra Mundial, la mira también se denominaba en algunas aplicaciones con la abreviatura "mira réflex".

## Miras para armas

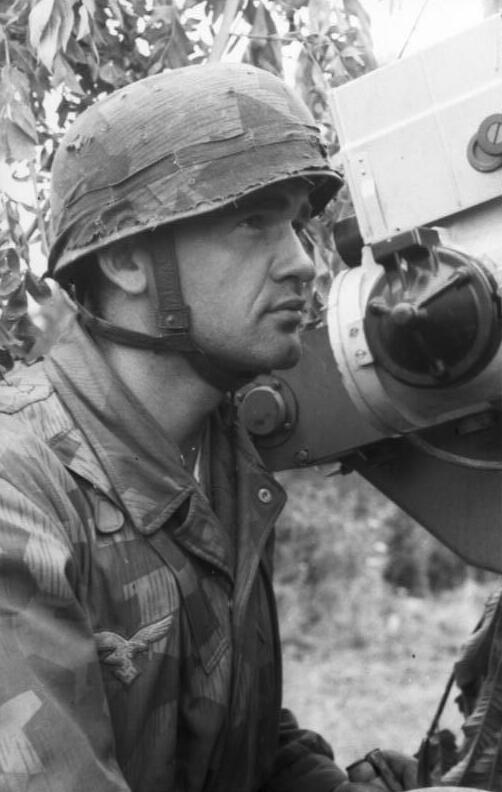
Paracaidista alemán mira a través de la mira reflectora de Flakvisier 40 de un cañón antiaéreo FlaK 38 (1944), una de las miras más sofisticadas de la época

Las miras reflectoras se inventaron como una mira mejorada y, desde su invención, se han adaptado a muchos tipos de armas. Cuando se utilizan con diferentes tipos de armas, las miras reflectoras se consideran una mejora con respecto a las simples miras de hierro (miras compuestas por dos puntos de mira metálicos espaciados que deben alinearse).Las miras de hierro requieren una considerable experiencia y habilidad por parte del usuario, que tiene que mantener una posición ocular adecuada y enfocar exclusivamente la mira delantera, manteniéndola centrada en la mira trasera (desenfocada), al tiempo que mantiene el conjunto centrado en un blanco a diferentes distancias, lo que requiere la alineación de los tres planos de enfoque para lograr un acierto.La imagen virtual única y sin paralaje de la mira reflectora, enfocada con el blanco, elimina este problema de puntería, ayudando a los tiradores pobres, medios y expertos por igual.
Dado que la imagen colimada producida por la mira sólo está realmente libre de paralaje en el infinito, la mira tiene un círculo de error igual al diámetro de la óptica colimadora para cualquier blanco a una distancia finita. Dependiendo de la posición del ojo detrás de la mira y de la cercanía del blanco, esto induce un cierto error de puntería.Para blancos grandes a distancia (dada la naturaleza de la mira de no aumento y de adquisición rápida del blanco) este error de puntería se considera trivial. En armas pequeñas dirigidas a blancos cercanos esto se compensa manteniendo la retícula en el centro de la ventana óptica (apuntando hacia abajo de su eje óptico) Algunos fabricantes de miras para armas pequeñas también hacen modelos con el colimador óptico ajustado a una distancia finita. Esto da a la mira un paralaje debido al movimiento del ojo del tamaño de la ventana óptica a corta distancia que disminuye a un tamaño mínimo a la distancia fijada (en algún lugar alrededor de un rango de objetivo deseado de 25-50 yd (23-46 m)).
En comparación con las miras telescópicas estándar, una mira reflector puede mantenerse a cualquier distancia del ojo (no requiere un alivio ocular diseñado), y en casi cualquier ángulo, sin distorsionar la imagen del objetivo o retícula. A menudo se utilizan con los dos ojos abiertos (el cerebro tenderá a superponer automáticamente la imagen de la retícula iluminada procedente del ojo dominante sobre la visión sin obstrucciones del otro ojo), lo que proporciona al tirador una percepción normal de la profundidad y un campo de visión completo. Dado que las miras reflectoras no dependen de la distancia ocular, en teoría pueden colocarse en cualquier posición de montaje mecánicamente conveniente en un arma.

### Aviones

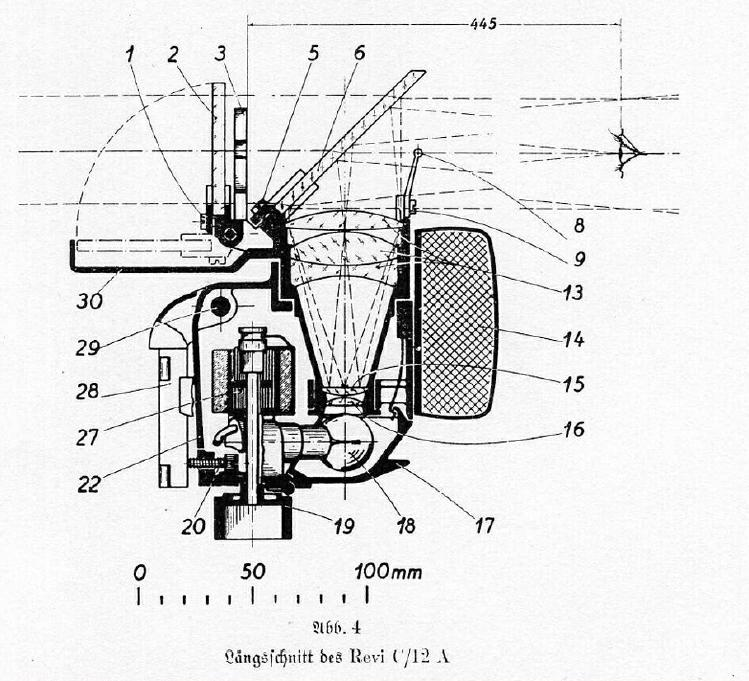
Sección longitudinal de una mira reflectora básica para aviones de combate alemanes anteriores a la Segunda Guerra Mundial (Revi C12/A alemán de 1937)

El primer registro del uso de la mira reflectora en aviones de combate data de 1918. La empresa óptica Optische Anstalt Oigee de Berlín, a partir de las patentes de Grubb, desarrolló dos versiones de lo que llegó a conocerse como mira reflectora Oigee. Ambas utilizaban un divisor de haz de vidrio con un ángulo de 45 grados e iluminación eléctrica y se utilizaban para apuntar las ametralladoras del avión. Una versión se utilizó en pruebas operativas en los cazas biplanos Albatros D.Va y triplanos Fokker Dr.1 Hubo cierto interés en esta mira después de la Primera Guerra Mundial, pero las miras reflectoras en general no se adoptaron de forma generalizada para los aviones de caza y bombarderos hasta la década de 1930, primero por los franceses y después por la mayoría de las demás fuerzas aéreas importantes.Estas miras no sólo se utilizaban para apuntar a los aviones de caza, sino también con los cañones defensivos de los aviones y en las miras de bombardeo.
Las miras reflectoras como miras para cañones de aviones tienen muchas ventajas. El piloto/artillero no necesita posicionar su cabeza para alinear la línea de mira con precisión como en las miras mecánicas de dos puntos, la posición de la cabeza sólo está limitada a la determinada por la óptica del colimador, principalmente por el diámetro de la lente del colimador. La mira no interfiere con la visión general, especialmente cuando la luz del colimador está apagada. Ambos ojos pueden utilizarse simultáneamente para la observación.

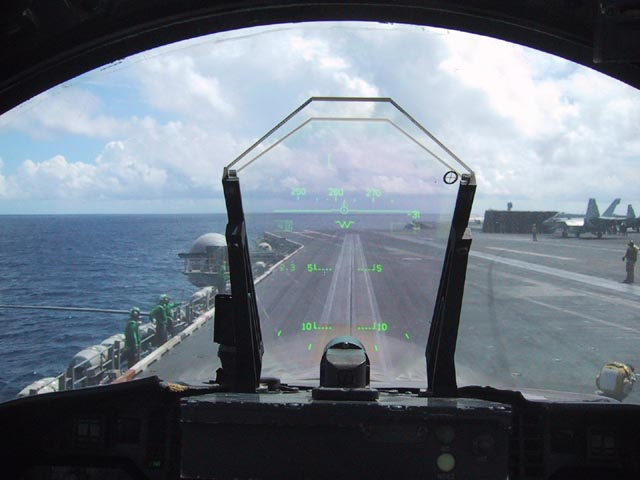
HUD en la cabina de un avión de combate

La naturaleza óptica de las miras reflectoras permitía introducir otra información en el campo de visión, como modificaciones del punto de puntería debidas a la desviación determinada por la entrada de datos de un giroscopio. En 1939, los británicos desarrollaron la primera de estas miras giroscópicas, miras reflectoras ajustadas por giroscopio a la velocidad y velocidad de giro de la aeronave, lo que permitía la visualización de una retícula de puntería ajustada que se retrasaba con respecto al punto de mira real del arma o armas, permitiendo que el punto de mira adelantara al blanco en un giro en la medida adecuada para un ataque eficaz.
A medida que los diseños de las miras reflectoras avanzaban después de la Segunda Guerra Mundial, proporcionando al piloto cada vez más información, acabaron evolucionando hasta convertirse en la pantalla de visualización frontal (HUD). La retícula iluminada fue finalmente sustituida por una pantalla de vídeo en el foco de la óptica colimadora que no sólo proporcionaba un punto de mira e información procedente de un ordenador de localización y un radar, sino también diversos indicadores de la aeronave (como un horizonte artificial, brújula, indicadores de altitud y velocidad aerodinámica), facilitando el seguimiento visual de los objetivos o la transición de los métodos instrumentales a los visuales durante los aterrizajes.

### Armas de fuego

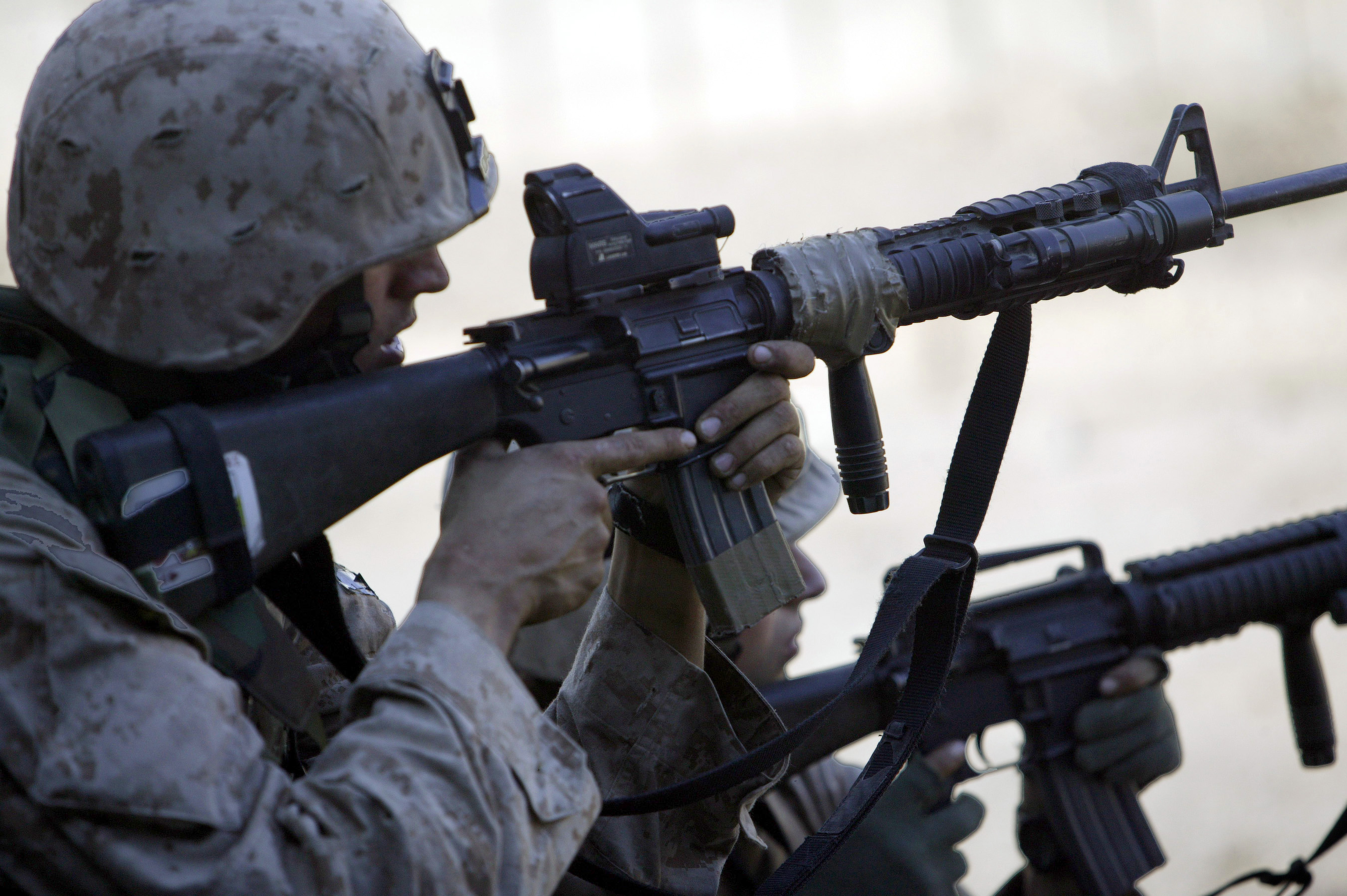
Un marine estadounidense mira a través de una mira réflex ITL MARS en su fusil M16A4

La idea de acoplar una mira reflectora a un arma de fuego ha existido desde su invención en 1900.Poco después de la Segunda Guerra Mundial, aparecieron modelos para rifles y escopetas, como la mira Nydar (1945),que utilizaba un espejo semirreflectante curvado para reflejar una retícula iluminada con luz ambiental,y la mira eléctrica Giese (1947), que tenía una retícula iluminada alimentada por pilas. Entre los tipos posteriores se encontraban la Qwik-Point (1970) y la Thompson Insta-Sight. Ambas eran miras reflectoras de tipo divisor de haz que utilizaban la luz ambiental: iluminando una retícula verde en la Insta-Sight, y una varilla de plástico roja "tubo de luz" que producía una retícula roja de punto de mira en la Qwik-Point.

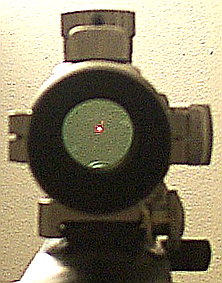
Vista a través de una mira de punto rojo Tasco ProPoint

A mediados y finales de la década de 1970 se introdujeron las denominadas miras de punto rojo, un tipo de mira que ofrece al usuario un simple punto rojo brillante como punto de mira. La configuración típica de esta mira es un diseño compacto de reflector de espejo curvado con un diodo emisor de luz (LED) rojo en su foco. El uso de un LED como retícula es una innovación que mejora en gran medida la fiabilidad y la utilidad general de la mira: no hay necesidad de otros elementos ópticos para enfocar la luz detrás de una retícula; el espejo puede utilizar un revestimiento dicroico para reflejar sólo el espectro rojo, dejando pasar la mayor parte del resto de la luz; y el propio LED es de estado sólido y consume muy poca energía, lo que permite que las miras alimentadas por batería funcionen durante cientos e incluso decenas de miles de horas.
Las miras reflectoras para armas de fuego militares (normalmente denominadas miras réflex) tardaron mucho tiempo en ser adoptadas. El Comité de Servicios Armados de la Cámara de Representantes de EE. UU. ya señaló en 1975 la idoneidad del uso de miras réflex para el fusil M16,pero el ejército estadounidense no introdujo de forma generalizada las miras reflectoras hasta principios de la década de 2000 con la mira de punto rojo Aimpoint CompM2, denominada "M68 Close Combat Optic".

## Tipos de retícula
Existen muchas opciones de iluminación y patrones de retícula. Las fuentes de luz más comunes utilizadas en las miras reflectoras para armas de fuego incluyen luces alimentadas por batería, colectores de luz de fibra óptica e incluso cápsulas de tritio. Algunas miras están diseñadas específicamente para ser visibles a través de dispositivos de visión nocturna. El color de la retícula de una mira suele ser rojo o ámbar para que sea visible contra la mayoría de los fondos. Algunas miras utilizan un patrón en forma de cheurón o triángulo para ayudar a apuntar con precisión y estimar el alcance, y otras ofrecen patrones seleccionables.
Las miras que utilizan retículas de puntos se miden casi siempre en minutos de arco, a veces llamados "minutos de ángulo" o "moa". Moa es una medida conveniente para los tiradores que utilizan unidades imperiales o estadounidenses, ya que 1 moa subtiende aproximadamente 1 pulgada (25 mm) a una distancia de 100 yardas (91 m), lo que hace que moa sea una unidad conveniente para usar en cálculos balísticos. Un punto de 5 moa (1,5 milirradianes) es lo suficientemente pequeño como para no oscurecer la mayoría de los objetivos, y lo suficientemente grande como para adquirir rápidamente una "imagen visual" adecuada. Para muchos tipos de tiro de acción, tradicionalmente se ha preferido un punto más grande; se han utilizado 7, 10, 15 o incluso 20 moa (2, 3, 4,5 o 6 mil); a menudo se combinan con líneas horizontales y/o verticales para proporcionar una referencia de nivel.
La mayoría de las miras tienen ajustes activos o pasivos para el brillo de la retícula, que ayudan al tirador a adaptarse a las diferentes condiciones de iluminación. Una retícula muy tenue ayudará a evitar la pérdida de visión nocturna en condiciones de poca luz, mientras que una retícula más brillante se mostrará con mayor claridad a plena luz del sol.
Las miras ópticas reflectoras modernas diseñadas para armas de fuego y otros usos se dividen en dos configuraciones de carcasa: "Tubo" y "abierta".
- Las miras de tubo son similares a las miras telescópicas estándar, con un tubo cilíndrico que contiene la óptica. Muchas miras tubulares ofrecen la opción de filtros intercambiables (como filtros polarizadores o reductores de bruma), parasoles antideslumbrantes y tapas protectoras de lentes convenientemente "abatibles".
- Las miras abiertas (también conocidas como "mini miras réflex" y "mini puntos rojos") aprovechan el hecho de que el único elemento óptico de la mira reflectora, la ventana óptica, no necesita ninguna carcasa. Esta configuración consiste en una base con sólo la superficie reflectante necesaria para colimar la retícula montada en ella. Debido a su reducido perfil, las miras abiertas no suelen alojar filtros ni otras opciones de accesorios que suelen admitir los diseños de tubo.

## Otros usos

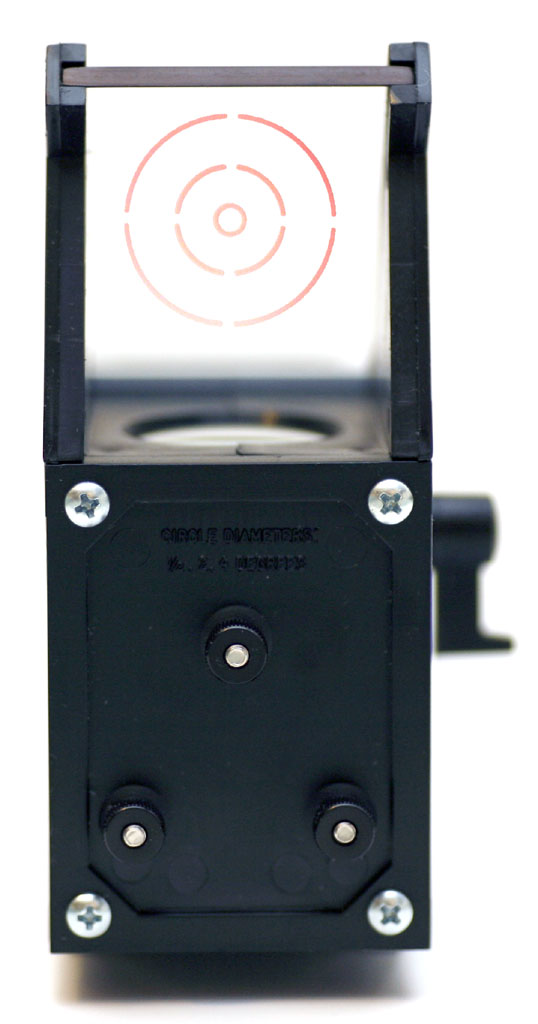
El Telrad, una mira reflectora para telescopios astronómicos introducido a finales de la década de 1970

Las miras reflectoras se han utilizado a lo largo de los años en dispositivos de navegación náutica y equipos topográficos. Las miras del tipo Albada se utilizaban en las primeras cámaras de gran formato, en las cámaras del tipo "apuntar y disparar" y en cámaras desechables sencillas.
Estas miras también se utilizan en telescopios astronómicos como catalejos, para ayudar a apuntar el telescopio al objeto deseado. Existen muchos modelos comerciales, el primero de los cuales fue el Telrad, inventado por el astrónomo aficionado Steve Kufeld a finales de los años 70.En la actualidad hay otros disponibles de empresas como Apogee, Celestron, Photon, Rigel y Televue.
Las miras reflectoras también se utilizan en la industria del entretenimiento en producciones como el teatro en directo en focos "Follow Spot". Miras como las de Telrad adaptadas para su uso y las Spot Dotconstruidas expresamente permiten al operador del foco apuntar la luz sin encenderla.
- Tipos similares
- Las miras colimadoras (también llamadas colimadoras[34]o "miras de ojo ocluido" (OEG))[35] son simplemente el colimador óptico que enfoca una retícula sin ninguna ventana óptica. El observador no puede ver a través de ellos y sólo ve una imagen de la retícula. Se utilizan con los dos ojos abiertos mientras se mira a la mira, con un ojo abierto y moviendo la cabeza para ver alternativamente a la mira y luego al blanco, o utilizando un ojo para ver parcialmente a la mira y al blanco al mismo tiempo.[36] La retícula se ilumina mediante una fuente de luz ambiental eléctrica, radioluminiscente o pasiva.[37] La Armson OEG y la Normark Corp. Estas miras tienen la ventaja de requerir menos iluminación para la retícula para el mismo nivel de usabilidad, debido al fondo negro de alto contraste detrás de la retícula. Por esta razón, las miras oculares ocluidas eran más prácticas para su uso en armas pequeñas antes de que se generalizaran las fuentes de iluminación de bajo consumo, como los LED.
- Las miras holográficas son similares en su diseño a las miras reflectoras, pero no utilizan un sistema de retícula proyectada. En su lugar, se graba una retícula representativa en el espacio tridimensional sobre una película holográfica en el momento de su fabricación. Esta imagen forma parte de la ventana de visualización óptica. El holograma grabado es iluminado por un láser colimado integrado en la mira. La mira puede ajustarse para el alcance y la orientación simplemente inclinando o pivotando la ventana óptica.[38]